# Roger Federers tennissäsong 2014
Roger Federers tennissäsong 2014 var den schweiziska tennisspelaren Roger Federers sjuttonde professionella tennissäsong.
Federer började redan i december 2013 med meddelandet om att Stefan Edberg skulle bli hans nya tränare. Han ändrade även för första gången i sin karriär sitt val av racketar. Detta från sin sedan länge använda racketram på 90 kvadrattum till en på 97 kvadrattum. Han hade länge haft en nackdel i utrustning eftersom nästan alla tourens spelare; inklusive hans topprivaler Nadal och Djokovic använde mer kraftfulla ramar på mellan 95 och 100 kvadrattum.
Federer vann totalt fem singeltitlar under året. Den första kom i Dubai Tennis Championships i mars, där han vann mot Novak Djokovic i semifinalen och sedan mot Tomáš Berdych i finalen och erövrade sin sjätte titel i turneringen. Den andra kom i Gerry Weber Open i juni där han vann sin sjunde titel i turneringen. Turneringen efter var Wimbledon där han nådde sin första Grand Slam-final på två år, men förlorade där mot Novak Djokovic i finalen. Han vann sedan Cincinnati i augusti vilken blev hans 80:e singeltitel. I oktober vann han Shanghai Rolex Masters för första gången. På vägen dit vann han mot Djokovic. Senare samma månad övertygade han i Swiss Indoors och vann sin sjätte titel där och nådde sedan final i ATP World Tour Finals, men kunde inte spela finalen på grund av en ryggskada. Han avslutade året riktigt bra genom att för första gången vinna Davis Cup med Schweiz.

## Årssammanfattning

### Brisbane International
Federer inledde säsongen med att spela i Brisbane International. Där var han förstaseedad och behövde inte spela första matchen. I andra omgången vann han mot finländaren Jarkko Nieminen i två set, sedan kvartsfinalen överlägset mot Marinko Matosevic med 6–1, 6–1. I semifinalen mot Jérémy Chardy vann han i tre set, men finalen förlorade han oväntat mot den gamle rivalen Lleyton Hewitt med 6–1, 4–6, 6–3.

### Australiska öppna

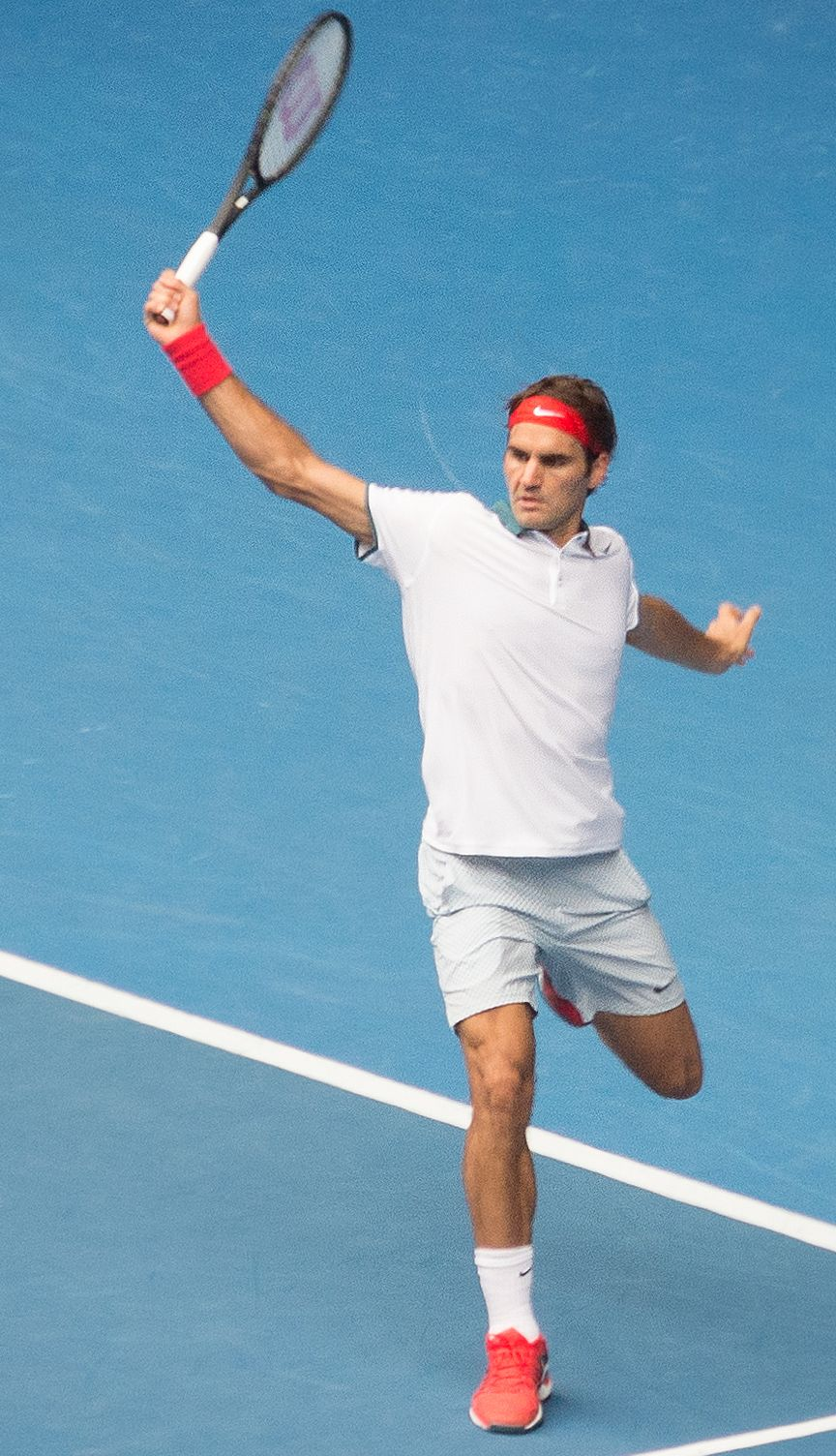
Federer spelar i Australiska öppna 2014.

I Australiska öppna vann Federer sina fyra första matcher mot James Duckworth, Blaž Kavčič, Teymuraz Gabashvili och Jo-Wilfried Tsonga i tre set vardera. Federer mötte Andy Murray i kvartsfinalen, och vann den tre timmar och tjugo minuter långa matchen i fyra set med 6–3, 6–4, 6–7 (6–8), 6–3, varefter han fick möta världsettan Rafael Nadal i semifinalen. Denna semifinal förlorade Federer i tre set med 6–7 (4–7), 3–6, 3–6. Detta var Federers 57:e raka Grand Slam-turnering, vilket innebar att han ensam blev den spelare som spelat i flest raka Grand Slam-turneringar, före sydafrikanen Wayne Ferreira.

### Davis Cup första omgången
I första omgången av Davis Cup mot Serbien vann Federer sin singelmatch mot Ilija Bozoljac i tre set. Stan Wawrinka vann även sin singelmatch (mot Dušan Lajović) och schweizarna Marco Chiudinelli och Michael Lammer sin dubbelmatch, vilket gjorde att Schweiz gick vidare till kvartsfinal.

### Dubai Tennis Championships
Federer åkte sedan till Dubai, där han vann första matchen mot Benjamin Becker med 6–1, 6–4. I andra set när Becker ledde med 3–2 gjorde Federer ännu en "tweener" som han lobbade in i Beckers ena hörn, över Becker. Federer vann sedan mot Radek Štěpánek och kvartsfinalen mot Lukáš Rosol. I semifinalen mötte Federer Novak Djokovic. Djokovic vann första set med 6–3, men Federer vände och vann andra set med 6–3 och senare tredje set med 6–2. Detta var Federers första vinst mot Djokovic på 18 månader. I finalen mot Tomáš Berdych vann Berdych första set med 6–3. Federer vann sedan andra set med 6–4 och tredje set med 6–3, och vann sin sjätte titel i Dubais tennismästerskap och sin första titel sedan Gerry Weber Open i juni 2013. Genom sin första hardcourttitel sedan Cincinnati 2012, var Federer ensam trea, före John McEnroe i flest ATP-titlar i den öppna eran. Federer hade 78 titlar, Ivan Lendl 94 och Jimmy Connors 109. Federer hade vunnit minst en titel varje år fjorton år i rad, vilket tangerade Lendls rekord.

### Davis Cup-kvartsfinal
I Davis Cup kvartsfinalen mot Kazakstan vann Federer sina två singelmatcher mot Michail Kukusjkin och sedan mot Andrey Golubev. Wawrinka vann sin andra singelmatch mot Kukushkin och Schweiz var klara för semifinal.

### Franska öppna
I Franska öppna vann Federer mot Lukáš Lacko på tre set, sedan mot argentinaren Diego Sebastián Schwartzman på tre set och mot ryssen Dmitry Tursunov på fyra set. Federer förlorade sedan fjärde matchen mot Lettlands Ernests Gulbis på fem set (7–6 (7–5), 6–7 (3–7), 2–6, 6–4, 3–6).

### Gerry Weber Open
Strax efter Franska öppna åkte Federer till Halle i Tyskland för att spela i Gerry Weber Open, även kallad Halle Open. I första matchen vann han mot Joao Sousa på tre set. I kvartsfinalen mot Yen-Hsun Lu lämnade Lu återbud och matchen blev inställd. I semifinalen mot japanen Kei Nishikori vann Federer på två set med 6–3, 7–6 (7–4) och Federer gick till final. I finalen mot Alejandro Falla vann Federer på två jämna set där båda gick till tiebreak med 7–6 (7–2), 7–6 (7–3) och Federer vann sin sjunde titel i Halle.

### Wimbledon

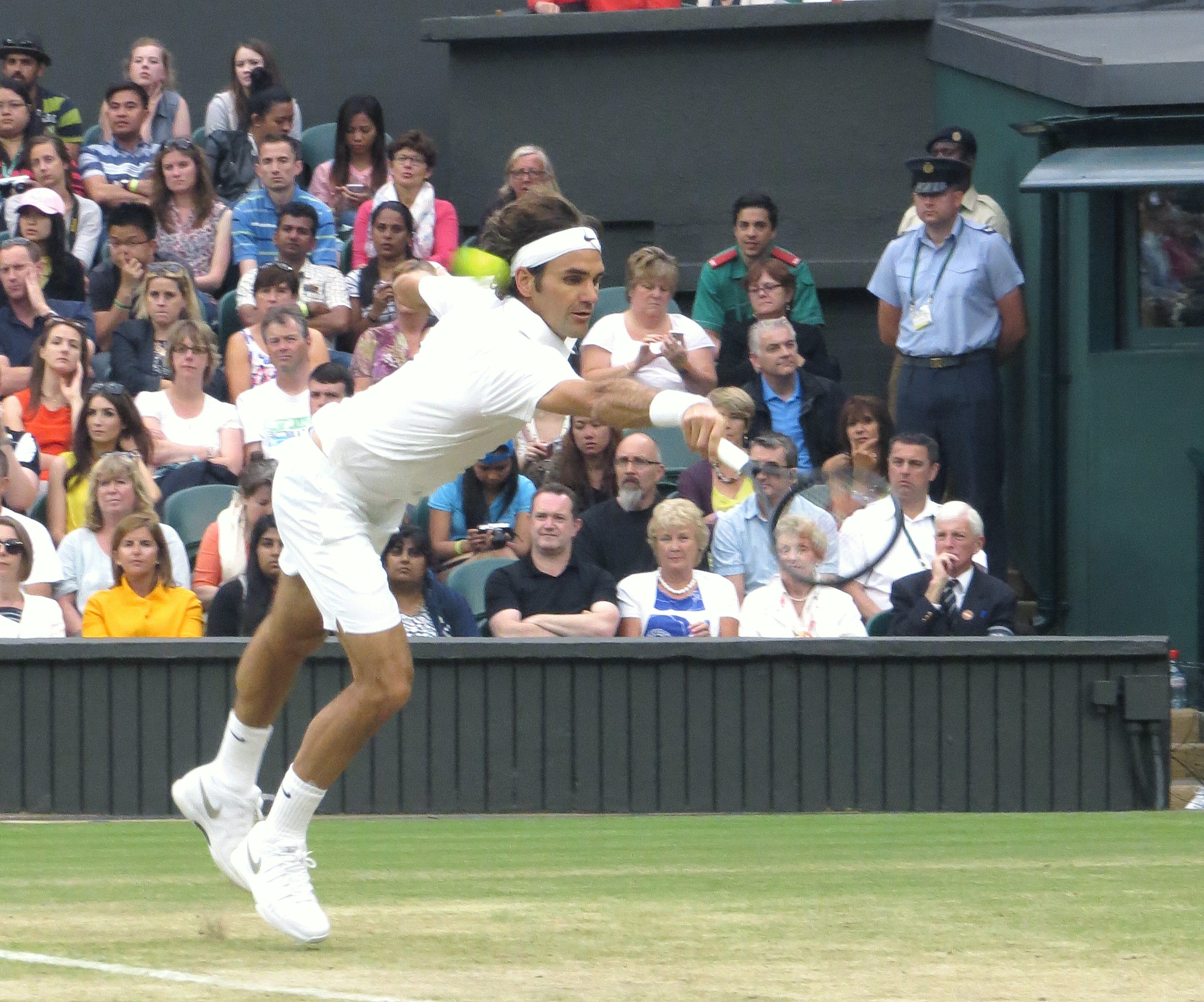
Federer spelar i Wimbledon 2014. Han nådde där sin tjugofemte Grand Slam-final samt sin nionde Wimbledon-final, men förlorade där mot Novak Djokovic.

Federer spelade sedan i Wimbledon. Han vann sina tre första matcher mot Paolo Lorenzi, Gilles Müller och sedan vann han stort mot Santiago Giraldo på tre set. Federer vann fjärde matchen mot spanjoren Tommy Robredo. I kvartsfinalen mot Stan Wawrinka vann Federer på fyra set med 3–6, 7–6 (7–5), 6–4, 6–4. I semifinalen vann Federer komfortabelt mot kanadensaren Milos Raonic på tre set med segersiffrorna 6–4, 6–4, 6–4 och Federer kom till sin 25:e Grand Slam-final och första på två år och det var även Federers nionde Wimbledon-final. I finalen mot Novak Djokovic vann Federer första setet som gick till tiebreak med 7–6 (9–7). Men Djokovic vann andra och tredje set. I fjärde set tog Djokovic ledningen med 5–2 och hade en matchboll men Federer räddade den och vann fem raka gem och vann det fjärde setet med 7–5. Men i det femte setet lyckades Djokovic vinna på Federers serve och vann sista set och Djokovic vann matchen med 7–6 (9–7), 4–6, 6–7 (4–7), 7–5, 4–6.

### Cincinnati Masters
I Cincinnati vann Federer första matchen mot kanadensaren Vasek Pospisil på tre set, sedan mot Gaël Monfils på tre set. I kvartsfinalen mot rivalen Andy Murray vann Federer på två set med 6–3, 7–5. I semifinalen vann Federer stort mot Milos Raonic på två set med 6–2, 6–3. I finalen mot spanjoren David Ferrer vann Federer på tre set med 6–3, 1–6, 6–2 och tog hem sin sjätte Western & Southern Open-titel.

### US Open
I US Open vann Federer första matchen mot Marinko Matosevic på tre set och sedan andra matchen mot Sam Groth, också en komfortabel vinst på tre set. Han vann tredje matchen stort mot Spaniens Marcel Granollers på fyra set och sedan mot Roberto Bautista Agut på tre set. I kvartsfinalen spelade Federer mot Frankrikes Gaël Monfils. Monfils vann de första två seten men Federer vann det tredje. I fjärde set tog Monfils ledningen med 5–4 i gem och hade två matchbollar på Federers serve som Federer räddade. Sedan vann Federer till slut det fjärde setet och sedan det femte setet och segersiffrorna blev 4–6, 3–6, 6–4, 7–5, 6–2. Semifinalen blev en hård förlust då Federer förlorade stort mot kroaten Marin Čilić på tre set med 3–6, 4–6, 4–6. Čilić vann sedan turneringen.

### Davis Cup-semifinal
I Davis Cup-semifinalen mot Italien vann Federer sin första match mot Simone Bolelli på tre set med 7–6 (7–5), 6–4, 6–4. Stan Wawrinka vann sin match mot Fabio Fognini vilket gav Schweiz en 2–0 ledning, men Marco Chiudinelli och Wawrinka förlorade sin dubbelmatch vilket betydde att Schweiz ledde med 2–1 i matcher. Federer vann sin andra match mot Fabio Fognini på tre set med 6–2, 6–3, 7–6 (7–4) och Schweiz var i sin andra Davis Cup-final någonsin och första sedan 1992.

### Shanghai Masters
I oktober åkte Federer till Shanghai för att spela i Shanghai Rolex Masters, en turnering han aldrig vunnit tidigare. I första matchen mot Leonardo Mayer vann Federer första set med 7–5 men Mayer vann andra set med 3–6. På Federers serve i tredje set när Mayer ledde med 5–4 i gem räddade Federer två matchbollar. Setet gick sedan till tiebreak. Där fick Mayer ytterligare tre matchbollar men Federer räddade även de och vann till sist tiebreaket med 9–7 och den två timmar 42 minuter långa matchen slutade 7–5, 3–6, 7–6 (9–7). Federer sade efter matchen "Jag tycker att jag hade extrem tur idag". Fem räddade matchbollar och sedan vinna matchen var Federers näst högsta antal, han lyckades rädda sju matchbollar mot Scott Draper och sedan vinna matchen i Cincinnati Masters 2003. I andra matchen mot spanjoren Roberto Bautista Agut vann Federer stort på två set. I kvartsfinalen mot fransmannen Julien Benneteau vann Federer på två set med 7–6 (7–4), 6–0. I semifinalen mötte Federer världsettan Novak Djokovic och Federer vann komfortabelt på två set med 6–4, 6–4. Djokovic sade efter matchen: "Det var definitivt en ut av de bästa matcher han spelat mot mig, det är något som är säkert". Med vinsten ledde Federer även med 3–2 i matcher under året mot Djokovic. I finalen mot fransmannen Gilles Simon vann Federer på två jämna set med 7–6 (8–6), 7–6 (7–2) och Federer vann sin första titel i Shanghai. Federer blev även tvåa på världsrankingen igen, för första gången sedan maj 2013, och var nu före Rafael Nadal.

### Swiss Indoors
Efter Shanghai spelade Federer i Swiss Indoors i Basel. Hann vann först stort mot Gilles Müller på två set, sedan mot Denis Istomin på tre set. I kvartsfinalen vann Federer mot bulgaren Grigor Dimitrov på två set med 7–6 (7–4), 6–2. I semifinalen vann han mot kroaten Ivo Karlović på tre set med segersiffrorna 7–6 (10–8), 3–6, 6–3. I finalen vann Federer stort mot belgaren David Goffin på två set med 6–2, 6–2 och vann sin sjätte titel och första sedan 2011.

### ATP World Tour Finals
I ATP World Tour Finals vann Federer första matchen mot Milos Raonic på två set. I andra matchen mot Kei Nishikori vann Federer igen på två set vilken blev hans 70:e vinst för säsongen. Sista matchen mot Andy Murray vann Federer överlägset på två set i en 56 minuter lång match (6–0, 6–1) och det blev även Federers 250:e karriärvinst i singel inomhus. Federer vann 54/78 poäng under hela matchen. Semifinalen spelade Federer mot schweizaren Stan Wawrinka. Federer förlorade första set med 4–6 men kom tillbaks och vann andra set med 7–5. I tredje set när Wawrinka ledde med 5–4 hade han tre matchbollar mot sig men klarade sig och matchen gick till tiebreak. Där tog Wawrinka ledningen med 6–5 och fick en fjärde matchboll som Federer igen vann. Federer vann till slut tiebreaket med 8–6 och den två timmar 48 minuter långa matchen slutade 4–6, 7–5, 7–6 (8–6). Till finalen mot Novak Djokovic behövde Federer lämna återbud på grund av en ryggskada han känt av i slutet av semifinalen mot Wawrinka dagen innan.

### Davis Cup-final

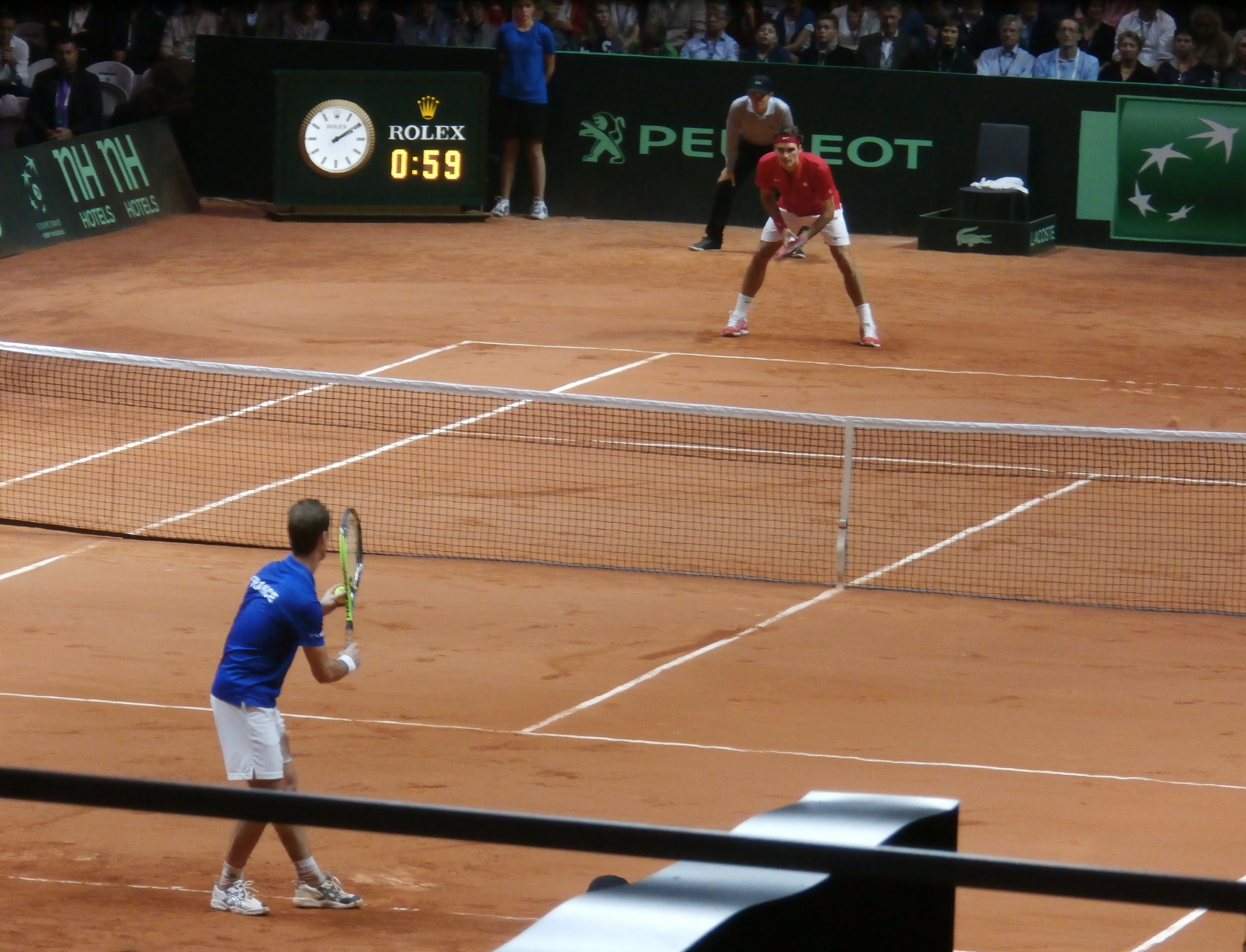
Federer (i rött) spelar mot Richard Gasquet i Davis Cup-finalen. Han vann matchen i tre set och Schweiz vann Davis Cup för första gången.

Ryggskadan skulle snart läka. Bara några dagar senare var det Davis Cup-final mot Frankrike i Lille. Wawrinka vann första matchen i finalen mot Jo-Wilfried Tsonga på fyra set men Federer förlorade sin match stort mot Gaël Monfils på tre set med 1–6, 4–6, 3–6 och det var 1–1 i matcher. I tredje matchen spelade Federer och Wawrinka dubbel mot Julien Benneteau och Richard Gasquet och schweizarna vann på tre set med 6–3, 7–5, 6–4 och Schweiz ledde med 2–1 i matcher. I fjärde matchen möttes Federer och Richard Gasquet och Federer vann stort på tre set med 6–4, 6–2, 6–2 och Schweiz vann till sist Davis Cup för första gången i historien och blev det fjortonde landet att vinna turneringen.

## Originalcitat
1. ↑  "It was definitely one of the best matches he has played against me, that's for sure. He's playing as good as ever."